# Callerebia helios
Callerebia helios är en fjärilsart som beskrevs av Bang-haas 1927. Callerebia helios ingår i släktet Callerebia och familjen praktfjärilar. Inga underarter finns listade i Catalogue of Life.